# Bicker (Royaume-Uni)
Pour les articles homonymes, voir Bicker.
Bicker est une paroisse civile et un village du Lincolnshire, en Angleterre.